# Strzelectwo na Olimpiadzie Letniej 1906 – pistolet dowolny, 25 m
Strzelanie z pistoletu dowolnego z 25 metrów było jedną z konkurencji strzeleckich rozgrywanych podczas Olimpiady Letniej 1906 w Atenach. Zawody odbyły się 26 kwietnia na strzelnicy w Kallithei, położonej niedaleko Aten.
Konkurencja ta była rozgrywana tylko na olimpiadzie w 1906, nie było jej ani razu na igrzyskach olimpijskich.
Zawodnicy mogli oddać 30 strzałów, za każdy z nich maksymalnie można było zdobyć 10 punktów. Łączna liczba punktów do zdobycia – 300.

## Wyniki
| Miejsce | Zawodnik                    | Trafienia w tarczę | Wynik |
| ------- | --------------------------- | ------------------ | ----- |
| 1       | Maurice Lecoq               | 30                 | 258   |
| 2       | Léon Moreaux                | 30                 | 249   |
| 3       | Aristidis Rangawis          | 30                 | 244   |
| 4       | Louis Richardet             | 30                 | 241   |
| 5       | Hübner von Holst            | 30                 | 239   |
| 6       | Cesare Liverziani           | 30                 | 238   |
| 7       | Hermann Martin              | 30                 | 236   |
| 8       | Aleksandros Teofilakis      | 30                 | 235   |
| 9       | Jean Fouconnier             | 30                 | 234   |
| 10      | Anastasios Metaksas         | 30                 | 231   |
| 11      | Eric Carlberg               | 30                 | 229   |
| 12      | Sidney Merlin               | 30                 | 227   |
| 13      | Maurice Faure               | 29                 | 226   |
| 14      | Frangiskos Mawromatis       | 29                 | 224   |
| 15      | Konstandinos Skarlatos      | 30                 | 221   |
| 16      | Vilhelm Carlberg            | 30                 | 220   |
| 17      | Joanis Papapanajotu         | 30                 | 219   |
| 18      | Jeorjos Orfanidis           | 29                 | 217   |
| 19      | Marcel Meyer de Stadelhofen | 30                 | 214   |
| 20      | Sándor Török de Szendrő     | 30                 | 212   |
| 21      | Mattias Triandafilidis      | 30                 | 205   |
| 22      | Jeorjos Skotadis            | 30                 | 204   |
| 23      | Raoul de Boigne             | 29                 | 204   |
| 24      | Gerald Merlin               | 30                 | 203   |
| 25      | Jean Reich                  | 28                 | 188   |
| 26      | Antonín Ehrenberger         | 28                 | 174   |
| 27      | Jeorjos Zisimos             | 29                 | 169   |
| 28      | Aristidis Kronis            | 26                 | 162   |